# برش دادن و کانال زدن

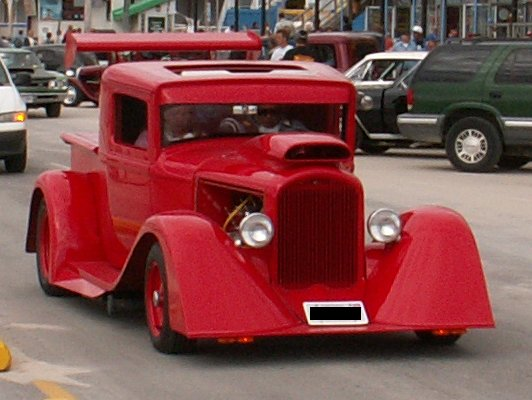
فورد پیکاپ با سقف برش داده شده

برش دادن و کانال زدن (به انگلیسی: Chopping and channeling) شکلی از سفارشی‌سازی خودرو در «کاستوم فرهنگ» و در میان هات رد‌ها است. این روش‌ها اغلب با هم ترکیب می‌شوند، اما می‌توانند جداگانه انجام شوند. در حالی که بریدن فقط ستون‌ها و شیشه‌های خودرو را در بر می‌گیرد، کار بیشتر مربوط به قطع‌کردن خودرو روی کل بدنه پایینی انجام می‌شود.

## برش دادن

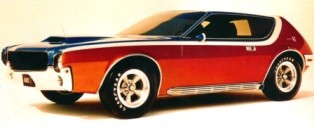
یک سقف برش خورده روی یک خودروی نمایشی ای‌ام‌ایکس جی‌تی که با استفاده از خودروی تولیدی ای‌ام‌سی جاولین ۱۹۶۸ ساخته شده است.

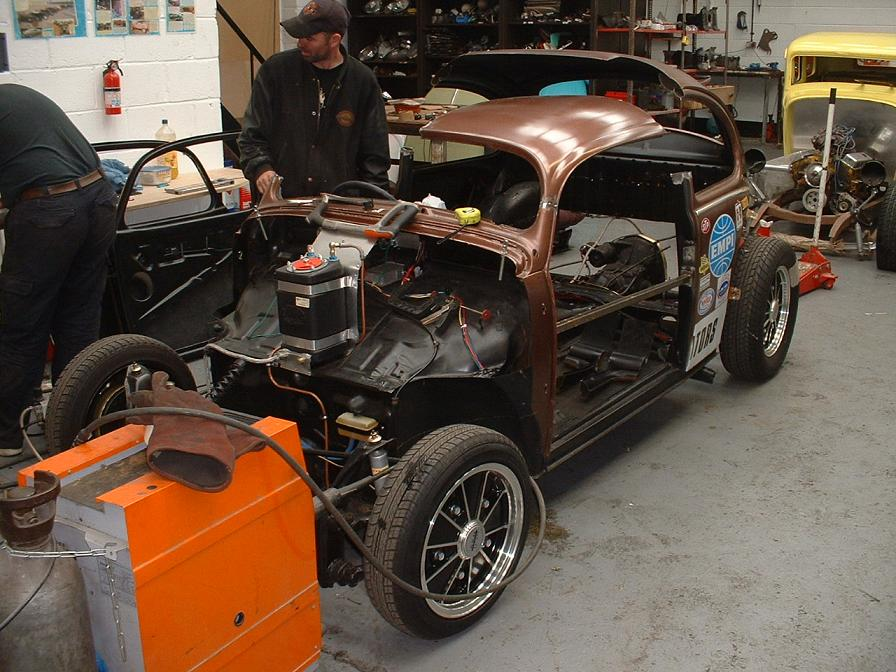
بریدن قسمت بالای یک فولکس‌واگن بیتل - ستون C ناتمام است

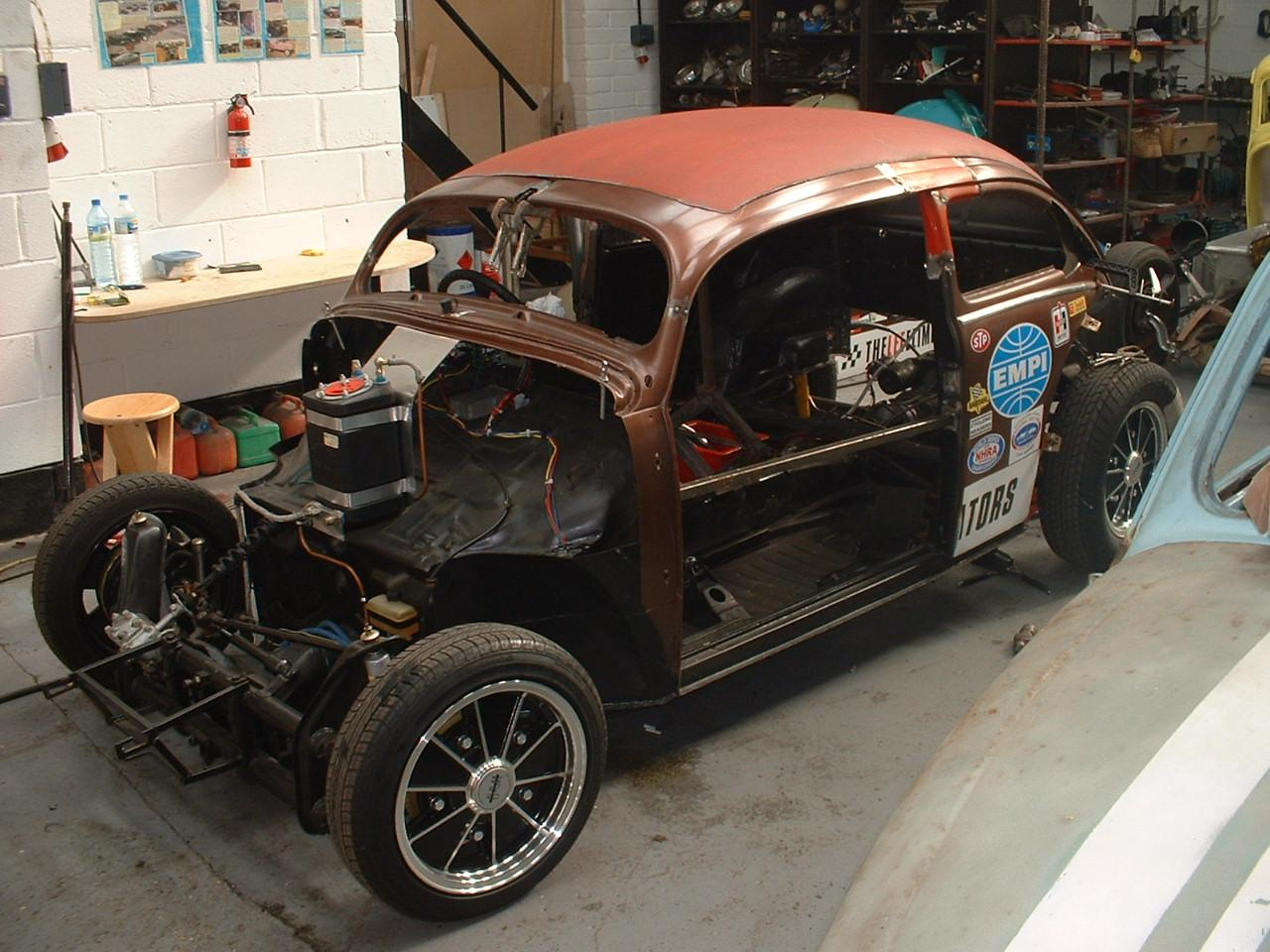
در این تصویر برش تقریباً کامل است. توجه داشته باشید که در مقایسه با یک بیتل معمولی، شیشه‌های کناری عقب کوچک‌تر هستند

برش دادن یک خودرو که بیشتر به عنوان «سقف برشی» شناخته می‌شود، به روزهای اولیه گرم کردن خودرو بر می‌گردد و تلاشی برای کاهش مشخصات جلویی خودرو و افزایش پتانسیل سرعت آن است. برای بریدن سقف یک خودرو، ستون‌ها و پنجره‌ها را بریده و خط کلی سقف را پایین می‌آورند. برخی از مسابقه‌دهنده‌ها در دریاچه خشک سقف خودروهایشان را آنقدر برش می‌دهند که ارتفاع پنجره‌ها فقط چند اینچ بود و گاهی اوقات به آن پنجره‌های «شیار پست» می‌گفتند. برش سقف تقریباً به همان دلایلی که برای خودروهای مسابقه دریاچه‌ای انجام می‌شد، در خودروهای درگ محبوب شد و همچنین در خودروهای سفارشی، کاستوم و سورتمه سربی به کار رفت. اولین سقف برشی توسط سام باریس (برادر سفارشی‌ساز خودرو جورج باریس) در نظر گرفته می‌شود که مرکوری ۱۹۴۹ جدید خود را برش و سفارشی‌سازی کرد. باریس همچنین در شکل پیشرفته‌تری پیشگام بود و ستون B را حذف کرد و خودرو را به یک سقف سخت بدون ستون تبدیل کرد.
خود خودروسازان ممکن است سقف خودروهای مفهومی مبتنی بر مدل‌های تولیدی را پایین بیاورند، همان‌طور که آمریکن موتورز کورپوریشن با ای‌ام‌ایکس-جی‌تی خود انجام داد، تا آنها را شیک‌تر و «جنس دار» نشان دهند، حتی اگر برای استفاده معمولی غیر عملی باشند.

## کانال زدن
کانال زدن اصلاحی است که می‌تواند برای خودروهایی با ساختار بدنه روی قاب اعمال شود. برای هدایت یک خودرو، یک مغازه بدنه آن را به‌طور موقت از نردبان یا قاب محیطی بلند می‌کند، کف را شل می‌کند و آن را دوباره در داخل بدنه محکم می‌کند، و سپس بدنه را دوباره روی قاب پایین می‌آورد؛ بنابراین، کل بدنه بدون تغییر در سیستم تعلیق نزدیک‌تر به زمین قرار می‌گیرد و به خودرو مشخصات پایین‌تری می‌دهد. در برخی موارد، مغازه‌ها باید اجزای شاسی را نیز اصلاح کنند، بنابراین ممکن است توسط قوانین محلی و همچنین ملاحظات ایمنی محدود شوند. کانال کشی در میان علاقه مندان به هات رد، سورتمه سربی و مینی کامیون‌های محبوب است، آخرین موردی که آن را بادی دراپ (body drop) می‌نامند.

## قطع‌کردن
قطع‌کردن یک خودرو به این معنی است که یک بخش افقی از بدنه پایینی آن برداشته شود، بخش بالایی باقی مانده به قسمت پایینی پایین بیاید، و نتیجه به هم جوش داده شود و ارتفاع بدنه و در نتیجه ارتفاع کلی خودرو کاهش یابد. مانند یک سقف برشی این مزیت را دارد که سطح جلویی خودرو، مقاوت در برابر باد را کاهش می‌دهد. این نوع بدنه در مینی کامیون‌ها، خودروهای مسابقه، خودروهای سفارشی‌سازی و سورتمه‌های سربی رایج است.